# Язев, Сергей Арктурович
Сергей Арктурович Язев (род. 16 апреля 1958, Иркутск) — российский астроном, директор Астрономической обсерватории Иркутского госуниверситета (АО ИГУ), профессор Иркутского государственного университета (ИГУ), старший научный сотрудник Института солнечно-земной физики СО РАН, доктор физико-математических наук. Член правления Международного (Евро-Азиатского) астрономического общества, научный руководитель проекта «Большой Иркутский планетарий», член учёного совета Новосибирского планетария. Лауреат премии губернатора Иркутской области по науке и технике (2007).

## Биография
Сергей Язев окончил физический факультет ИГУ (кафедра космофизики), параллельно с учёбой занимался наукой в Институте солнечно-земной физики СО РАН (ИСЗФ). В 1993 году защитил кандидатскую диссертацию.
Около 20 лет вёл наблюдения Солнца на хромосферном телескопе ИСЗФ в посёлке Листвянка.
С 1997 года возглавляет Астрономическую обсерваторию ИГУ, преподаёт авторские спецкурсы в школах и на факультетах ИГУ. В 2003—2005 гг. параллельно с обсерваторией возглавлял лицей ИГУ.
Инициатор и участник нескольких экспедиций по изучению Витимского метеорита (2002—2003), Патомского кратера (2005, 2006, 2008), по наблюдениям полных солнечных затмений (1999, 2006, 2008, 2009, 2010).
11 сентября 2012 года защитил докторскую диссертацию.
В феврале 2024 года именем «Sergeyyazev» был назван астероид № 591861.

## Семья
Дед, Иван Наумович Язев, астроном, в молодости — член партии эсеров. В конце 1948 года переехал в Иркутск, где работал заведующим кафедрой астрономии и геодезии географического факультета ИГУ и научным руководителем лаборатории ЦНИБ. С 1949 по 1955 годы был директором Иркутской обсерватории.
Отец, Арктур Иванович Язев (1930—2010), астроном.
Мать, Кира Сергеевна Мансурова (1931—1990), астроном, выпускница МГУ. В 1957—1989 годы работала в Иркутской обсерватории, с 1972 по 1988 г. была её директором. Именем «Мансурова» назван астероид № 6845.

## Научные труды
Автор и соавтор более двухсот научных работ, двух монографий, пяти научно-популярных книг, пяти учебных пособий, множества научно-популярных статей и телесюжетов в федеральных и региональных СМИ.
Источник информации — электронный каталог РНБ:
- Язев, С. А. Мифы минувшего века. — Новосибирск : Изд-во СО РАН, 2003. — 339 с. — (Серия научно-популярной литературы СО РАН / гл. ред. акад. Э. П. Кругляков). — 2000 экз. — ISBN 5-7692-0598-9.
- Избранные проблемы астрономии : материалы Научно-практической конференции «Небо и Земля», посвященной 75-летию астрономической обсерватории ИГУ, г. Иркутск, 21−23 ноября 2006 г / науч. ред. С. А. Язев. — Иркутск : ИГУ, 2006. — 347 с. — 200 экз. — ISBN 5-9624-0118-2.
- Язев, С. А. Загадки красного соседа, или Марсианские хроники-2. — Новосибирск : Изд-во СО РАН, 2005. — 225 с. — (Серия научно-популярной литературы СО РАН / гл. ред. акад. Э. П. Кругляков). — 2000 экз. — ISBN 5-7692-0813-9.
- Космические опасности геологического и исторического прошлого Земли. Анализ временных рядов / Н. В. Задонина, К. Г. Леви, С. А. Язев ; М-во образования и науки РФ, Иркут. гос. техн. ун-т [и др.]. — Иркутск : Институт земной коры, 2007. — 74 с. — 500 экз. — ISBN 978-5-902754-27-5.
- Родная звезда : повесть о Солнце / С. А. Язев. — Новосибирск : Изд-во СО РАН, 2009. — 225 с. — (Серия научно-популярной литературы СО РАН / гл. ред. акад. Э. П. Кругляков). — 1000 экз. — ISBN 978-5-7692-1023-5.
- Введение в астрономию. Лекции о Солнечной системе : учебное пособие / С. А. Язев ; Федер. агентство по образованию, ГОУ ВПО «Иркут. гос. ун-т»". — Иркутск : Изд-во Иркутского государственного университета, 2008. — Ч. 1. — 2008. — 164 с. — 100 экз. — ISBN 978-5-9624-0323-6. Ч. 2. — 2010. — 159 с. — 100 экз. — ISBN 978-5-9624-0433-2.
- Загадка Патомского кратера : [секретные материалы от участников экспедиции в Восточную Сибирь, сенсационное расследование ученых и журналистов] / Андрей Моисеенко, Сергей Язев ; предисл. С. М. Миронова. — Москва [и др.] : Комсомольская Правда [и др.], 2010. — 255 с. — 5000 экз. — ISBN 978-5-498-07623-2.
- Лекции о Солнечной системе : учебное пособие : [для студентов направлений подготовки и специальностей «География», «Геология»] / С. А. Язев. — Изд. 2-е, испр. и доп. — Санкт-Петербург [и др.] : Лань, 2011. — 381 с. — (Учебники для вузов. Специальная литература). — 1000 экз. — ISBN 978-5-8114-1253-2.
- Радиоуглеродная хронология природных и социальных феноменов Северного полушария : монография : в 3 т. / К. Г. Леви, Н. В. Задонина, С. А. Язев ; Рос. акад. наук, Сибир. отд-ние, Ин-т зем. коры [и др.]. — Иркутск : ИГУ, 2010−2011.
Т. 1. — 2010. — 715 с. — 350 экз. — ISBN 978-5-9624-0465-3.
Т. 2. — 2011. — 527 с. — 350 экз. — ISBN 978-5-9624-0484-4.
Т. 3. — 2011. — 847 с. — 350 экз. — ISBN 978-5-9624-0485-1.
- Язев С. А., Сотникова Р. Т., Климушкин Д. Ю. Астрономия. 10-11 классы: учебно-методическое пособие для общеобразовательных организаций. — Иркутск : Мегапринт, 2017.
- Вселенная. Путешествие во времени и пространстве/ С. А. Язев. — Санкт-Петербург: Питер, 2020. — 288 с. — ISBN 978-5-4461-1245-6. Книга получила высокие оценки экспертов программы «Всенаука» и в 2022 году вошла в число книг, свободных для легального бесплатного скачивания[5].